# Mont Aubert
Le mont Aubert est un sommet du massif du Jura culminant à 1 339 m d'altitude, situé dans le canton de Vaud, en Suisse.

## Géographie

### Situation
Le mont Aubert est situé sur les territoires des communes de Bonvillars, Corcelles-près-Concise, Concise, Mutrux, Onnens et Tévenon, à 9 km au nord-nord-est d'Yverdon-les-Bains et à 20 km au sud-ouest de Neuchâtel. Positionné à la bordure orientale du massif jurassien, il domine directement le plateau suisse, ainsi que le lac de Neuchâtel, directement situé en contrebas du sommet, de plus de 900 m. D'autre part, il se situe à 5 km au sud-sud-ouest du sommet du Soliat et à 10 km à l'est-nord-est du Chasseron.

### Topographie
Le mont Aubert forme l'extrémité d'une des nombreuses chaînes jurassiennes. Il est bordé à l'est et au sud par le lac de Neuchâtel et le plateau suisse. Il est relié au reste du massif jurassien par un petit col au Serroliet ; au nord du mont se situe une combe profonde de plus de 200 m. Le mont Aubert forme un mont dont la partie sommitale, d'une altitude moyenne de 1 270 m, est large de plus de 700 m et longue de plus de 2 km.